# Пупышев, Василий Петрович
Василий Петрович Пупышев (1919—1976) — советский хозяйственный, государственный и политический деятель, Герой Социалистического Труда.

## Биография
Родился в 1919 году в Воткинске. Член КПСС с 1942 года.
С 1935 года — на хозяйственной, общественной и политической работе. В 1935—1976 гг. — слесарь 4-го разряда на Воткинском машиностроительном заводе, в оружейной мастерской, участник советско-японской войны, слесарь-сборщик Воткинского машиностроительного завода Удмуртской АССР.
Указом Президиума Верховного Совета СССР от 26 июня 1958 года присвоено звание Героя Социалистического Труда с вручением ордена Ленина и золотой медали «Серп и Молот».
Делегат XX съезда КПСС.
Умер в Воткинске в 1976 году.